# Es'hail 2
Es'hail 2 (QO-100) je telekomunikační družice, kterou vyrobila japonská společnost Mitsubishi Electric a provozovatelem je katarská společnost Es’hailSat. Její pracovní pozice je na geostacionární dráze zhruba na 26° východní délky. Svým signálem bude pokrývat Střední východ a severní Afriku, kde bude šířit televizní vysílání a poskytovat služby státním institucím. Jedná se o první geostacionární satelit, poskytující služby radioamatérům, jeho pokrytí co do zeměpisné délky je od východu Brazílie po Indii.
Es'hail 2 byl vynesen pomocí nosné rakety Falcon 9 Block 5 společnosti SpaceX, sídlem v kalifornském Hawthornu. Satelit byl vynesen na přechodovou dráhu ke geostacionární dráze. První stupeň následně přistál na plovoucí plošině. Jednalo se o druhý let stupně B1047. Statický zážeh před letem proběhl 13. listopadu v 02:30 SEČ.